# Haller Å
Haller Å er et lille godt 11 km langt tilløb til Karup Å. Den har sit udspring på Gråhede i Thorning Sogn, nordvest for Silkeborg, i Silkeborg- og Viborg Kommuner. Den modtager vand fra Hauge Sø via Voer Strøm. Den har en middelvandføring på 175 l vand/sekund. Haller Å er kendt som gydeplads for Karup Å-laksen, hvorfor den har været genstand for stor opmærksomhed fra biologerne, og man har lavet en omlægning der har flyttet udløbet i Karup Å væk fra et dambrug som forstyrrede passagen.
I 2014 gennemførte man en naturgenopretning af åen ved Kong Knaps Dige, hvor Hærvejen krydser Haller Å. På en fem-seks kilometer lang strækning har man lagt grus og sten ud, fjernet spærringer og renset  vandhuller op. Å-projektet er gennemført af lodsejere langs åen, lystfiskerforeningerne i Karup Å  og Silkeborg Kommune.